# Serelho
Serelho es una localidad caboverdiana del municipio de Santa Cruz.

## Geografía
La localidad está situada en la isla de Santiago.

## Organización territorial
La localidad abarca los lugares y barrios de:
- Banana
- Covão Oscuro
- Cutelinho
- Cutelo de Grapa
- Cutelo Duarte
- Cutelo Selade
- Galião
- Lage
- Lapo
- Serelho Abaixo
- Serelho Acima
- Serrado
- Telha